# Costa Rica aux Jeux olympiques d'été de 2008
Le Costa Rica participe aux Jeux olympiques d'été de 2008 à Pékin.

## Athlètes engagés

### Athlétisme

#### Hommes
| Épreuve      | Athlète      | Séries   | Séries | Quarts de finale | Quarts de finale | Demi-finales | Demi-finales | Finale       | Finale |
| Épreuve      | Athlète      | Résultat | Rang   | Résultat         | Rang             | Résultat     | Rang         | Résultat     | Rang   |
| ------------ | ------------ | -------- | ------ | ---------------- | ---------------- | ------------ | ------------ | ------------ | ------ |
| 400 mètres   | Nery Brenes  | 45.36    | 1er Q  | NC               | NC               | 44.94        | 4e           | -            | -      |
| 20 km marche | Allan Segura | NC       | NC     | NC               | NC               | NC           | NC           | 1h 27 min 10 | 39e    |

#### Femmes
| Épreuve  | Athlète        | Séries   | Séries | Quarts de finale | Quarts de finale | Demi-finales | Demi-finales | Finale       | Finale |
| Épreuve  | Athlète        | Résultat | Rang   | Résultat         | Rang             | Résultat     | Rang         | Résultat     | Rang   |
| -------- | -------------- | -------- | ------ | ---------------- | ---------------- | ------------ | ------------ | ------------ | ------ |
| Marathon | Gabriela Traña | NC       | NC     | NC               | NC               | NC           | NC           | 2h 53 min 45 | 68e    |

## Cyclisme
VTT
| Athlète          | Compétition              | Temps    | Rang |
| ---------------- | ------------------------ | -------- | ---- |
| Federico Ramirez | Cross-country VTT hommes | + 5 Tour | 47e  |